# Labo (Camarines Norte)
Labo is een gemeente in de Filipijnse provincie Camarines Norte op het eiland Luzon. Bij de laatste census in 2007 had de gemeente ruim 88 duizend inwoners.

## Geografie

### Bestuurlijke indeling
Labo is onderverdeeld in de volgende 52 barangays:
| - Anahaw - Anameam - Awitan - Baay - Bagacay - Bagong Silang I - Bagong Silang II - Bagong Silang III - Bakiad - Bautista - Bayabas - Bayan-bayan - Benit - Bulhao - Cabatuhan - Cabusay - Calabasa - Canapawan | - Daguit - Dalas - Dumagmang - Exciban - Fundado - Guinacutan - Guisican - Gumamela - Iberica - Kalamunding - Lugui - Mabilo I - Mabilo II - Macogon - Mahawan-hawan - Malangcao-Basud - Malasugui | - Malatap - Malaya - Malibago - Maot - Masalong - Matanlang - Napaod - Pag-Asa - Pangpang - Pinya - San Antonio - San Francisco - Santa Cruz - Submakin - Talobatib - Tigbinan - Tulay Na Lupa |

## Demografie
Labo had bij de census van 2007 een inwoneraantal van 88.087 mensen. Dit zijn 6.699 mensen (8,2%) meer dan bij de vorige census van 2000. De gemiddelde jaarlijkse groei komt daarmee uit op 1,10%, hetgeen lager is dan het landelijk jaarlijks gemiddelde over deze periode (2,04%). Vergeleken met de census van 1995 is het aantal mensen met 10.673 (13,8%) toegenomen.

De bevolkingsdichtheid van Labo was ten tijde van de laatste census, met 88.087 inwoners op 589,36 km², 149,5 mensen per km².